# Illeana Douglas
Illeana Douglas, pseudonimo di Illeana Hesselberg (Quincy, 25 luglio 1965), è un'attrice statunitense.

## Biografia
Nata nel Massachusetts, figlia di Joan Georgescu e Gregory Hesselberg, i nonni paterni erano Rosalind Hightower e l'attore Melvyn Douglas. La madre ha origini rumene e italiane.
Dal 1989 al 1997 è stata legata al regista Martin Scorsese, per il quale ha recitato nei film da lui diretti L'ultima tentazione di Cristo, Quei bravi ragazzi e Cape Fear - Il promontorio della paura. Ha preso parte anche ai film Alive - Sopravvissuti, Quiz Show, Cerca e distruggi, Da morire, La grazia nel cuore e Romantici equivoci.
Nel 1999 è nel cast de Le parole che non ti ho detto, con Kevin Costner, nel thriller Echi mortali, mentre nel 2000 recita nel film con Madonna Sai che c'è di nuovo?. Ultimamente è apparsa in episodi di serie TV come Law & Order: Unità Speciale, Six Feet Under, Ugly Betty, Chaos (ep. 9 stagione 1), Grey's Anatomy (Stagione 10).

## Filmografia parziale

### Cinema
- Bentornato fantasma (Hello Again), regia di Frank Perry (1987)
- New York Stories, regia di Woody Allen, Francis Ford Coppola e Martin Scorsese (1989) - (episodio Lezioni dal vero)
- Quei bravi ragazzi (Goodfellas), regia di Martin Scorsese (1990)
- Indiziato di reato - Guilty by Suspicion (Guilty by Suspicion), regia di Irwin Winkler (1991)
- Cape Fear - Il promontorio della paura (Cape Fear), regia di Martin Scorsese (1991)
- Alive - Sopravvissuti (Alive), regia di Frank Marshall (1993)
- Verso il paradiso (Household Saints), regia di Nancy Savoca (1993)
- Grief, regia di Richard Glatzer (1993)
- The Perfect Woman, regia di Illeana Douglas - cortometraggio (1993)
- Quiz Show, regia di Robert Redford (1994)
- Cerca e distruggi (Search and Destroy), regia di David Salle (1995)
- Da morire (To Die For), regia di Gus Van Sant (1995)
- Boy Crazy, Girl Crazier, regia di Illeana Douglas - cortometraggio (1995)
- Judgement, regia di David Winkler - cortometraggio (1995)
- La grazia nel cuore (Grace of My Heart), regia di Allison Anders (1996)
- Romantici equivoci (Picture Perfect), regia di Glenn Gordon Caron (1997)
- Happy, Texas, regia di Mark Illsley (1999)
- Le parole che non ti ho detto (Message in a Bottle), regia di Luis Mandoki (1999)
- Echi mortali (Stir of Echoes), regia di David Koepp (1999)
- Sai che c'è di nuovo? (The Next Best Thing), regia di John Schlesinger (2000)
- Ghost World, regia di Terry Zwigoff (2001)
- Punto d'origine (Point of Origin), regia di Newton Thomas Sigel (2002)
- Pluto Nash, regia di Ron Underwood (2002)
- Dummy, regia di Greg Pritikin (2003)
- The Kiss, regia di Gorman Bechard (2003)
- Factory Girl, regia di George Hickenlooper (2006)
- Parcheggio scaduto (Expired), regia di Cecilia Miniucchi (2007)
- Life Is Hot in Cracktown, regia di Buddy Giovinazzo (2009)
- Max Rose, regia di Daniel Noah (2013)
- Tutto può accadere a Broadway (She's Funny That Way), regia di Peter Bogdanovich (2014)
- Return to Sender - Restituire al mittente (Return to Sender), regia di Fouad Mikati (2015)
- Mega Shark vs. Kolossus, regia di Christopher Douglas-Olen Ray (2015)

### Televisione
- Rough Riders, regia di John Milius – miniserie TV (1997)
- Six Feet Under – serie TV, 3 episodi (2001-2005)
- Law & Order: Criminal Intent – serie TV, episodio 7x12 (2008)
- Modern Family – serie TV, 1 episodio (2016)

## Riconoscimenti
- Blockbuster Entertainment Awards
  - 2000 – Candidatura alla miglior attrice non protagonista in un film drammatico/romantico per Le parole che non ti ho detto

- Premio Emmy
  - 2002 – Candidatura alla miglior guest star in una serie TV per Six Feet Under

## Doppiatrici italiane
Nelle versioni in italiano dei suoi lavori, Illeana Douglas è stata doppiata da:
- Cristina Boraschi in Romantici equivoci, Cape Fear - Il promontorio della paura, Alive - Sopravvissuti
- Tiziana Avarista ne Le parole che non ti ho detto, Happy, Texas
- Alessandra Cassioli in Sai che c'è di nuovo?, Grey's Anatomy
- Roberta Greganti in Da morire, Cerca e distruggi, Dummy
- Paila Pavese in Ghost World, Factory Girl
- Barbara Castracane in Tutto può accadere a Broadway, All Rise
- Marina Thovez in The Californians - Il progetto
- Anna Cesareni in Echi mortali
- Cristina Giolitti in Law & Order: Criminal Intent
- Antonella Alessandro in Goliath
- Antonella Baldini in Return to Sender - Restituire al mittente